# Собор Святых Константина и Елены (Медынь)
Собор Святых Константина и Елены — утраченный собор на территории города Медынь, построенный в 1779 — 1781 годах. Собор был сооружён на месте древнего Медынского городища, на самом высоком месте в центре города, на холме левого берега реки Медынки, строительство было начато в 1779 году. В нём находилась особо чтимая Владимирская икона Божией Матери, перенесённая из сгоревшего деревянного Благовещенского храма, хранились напрестольное Евангелие и крест, пожертвованные Екатериной II при его освящении.

## История
По распоряжению наместника Калужской губернии М. Н. Кречетникова 15 мая 1780 года был издан указ о строительстве в новоутверждённых городах Медыни, Тарусе и Жиздре соборных храмов по единому плану. Собор в честь равноапостальных Царя Константина и царицы Елены являлся образцом храмового зодчества конца XVIII века. Архитектура собора полностью передавала специфику переходного периода от барокко к раннему классицизму.
В начале XX века при храме было создано «Общество трезвости», состоявшее из 114 человек. Собор был закрыт в 20-е годы XX века и переоборудован в кинотеатр. В 30-е годы была полностью разрушена колокольня, во время войны сильно пострадал храм. В послевоенное время в здании собора разместился дом культуры, полностью утратив вершение — восьмиугольный световой барабан, были уничтожены сводчатые конструкции и система перекрытий. В 1950-е годы здание собора использовалось для складских целей. В начале 80-х годов к западному фасаду храма были сделаны одноэтажные кирпичные пристройки, сильно исказившие его облик.
Сейчас собор приписан к Покровскому храму, начато восстановление храма.
Рядом с собором и древним городищем на территории городского парка построен торговый супермаркет, загородивший вид на храм со стороны центра города и Варшавского шоссе.